# Menaea
La Menaea es el breviario de la Iglesia Ortodoxa Griega; consiste en doce volúmenes, unas 3.000 páginas aproximadamente, de poesía eclesiástica, mayormente en prosa de métrica bizantina, que se lee diariamente como parte de la liturgia. Incluye lecturas e himnos para todos los días del año, pero no el servicio de la Misa.
- Datos: Q6010142